# Gryllica flavopustulata
Gryllica flavopustulata är en skalbaggsart som beskrevs av Thomson 1860. Gryllica flavopustulata ingår i släktet Gryllica och familjen långhorningar. Inga underarter finns listade i Catalogue of Life.